# Веснин, Владимир Андреевич
Влади́мир Андре́евич Ве́снин (укр. Володимир Андрійович Веснін; 13 октября 1993, Березовка) — украинский военнослужащий, подполковник, участник российско-украинской войны. Герой Украины (2022).

## Биография
Родился 13 октября 1993 года в городе Березовка, Одесская область. В 2015 году окончил Харьковский национальный университет Воздушных Сил имени Ивана Кожедуба. Служит в 156-м зенитном ракетном полку, с 2022 года занимает должность заместителя командира — начальника штаба.
С первых дней полномасштабного вторжения России в Украину в 2022 году принимал участие в обороне Киева, а также в освобождении территорий на Херсонском и других направлениях. Под его командованием подразделения сбили более 100 вражеских воздушных целей, включая самолёты, вертолёты и беспилотники.

## Награды
- Звание «Герой Украины» с удостоением ордена «Золотая Звезда» (5 декабря 2022) — за личное мужество и героизм, проявленные в защите государственного суверенитета и территориальной целостности Украины, верность военной присяге[1].
- Орден Богдана Хмельницкого I степени (6 сентября 2022) — за личное мужество и высокий профессионализм, проявленные в защите государственного суверенитета и территориальной целостности Украины, верность военной присяге[2].
- Орден Богдана Хмельницкого II степени (28 апреля 2022) — за личное мужество и высокий профессионализм, проявленные в защите государственного суверенитета и территориальной целостности Украины, верность военной присяге[3].
- Орден Богдана Хмельницкого III степени (14 марта 2022) — за личное мужество и высокий профессионализм, проявленные в защите государственного суверенитета и территориальной целостности Украины, верность военной присяге[4].